# Willemseíta
La willemseíta es un mineral de la clase de los filosilicatos, y dentro de esta pertenece al llamado “grupo del talco”. Fue descubierta en 1968 en una mina de Barberton, provincia de Mpumalanga (Sudáfrica), siendo nombrada así en honor de Johannes Willemse, geólogo sudafricano. Un sinónimo poco usado es: conarita.

## Características químicas
Es un silicato hidroxilado de níquel, con estructura molecular de filosilicato en hojas de mica compuestas de anillos de tetraedros y octaedros.
Además de los elementos de su fórmula, suele llevar como impurezas: magnesio, aluminio, hierro, cobalto, calcio y agua.

## Formación y yacimientos
Se forma como mineral secundario en un sill de rocas ígneas ricas en níquel.
Suele encontrarse asociado a otros minerales como: trevorita ferrosa, nimita, violarita, millerita, reevesita, goethita u ópalo.

## Usos
Puede ser extraído como mena del metal de níquel.